# 1 E7 m³
Za lažjo predstavo redov velikosti različnih prostornin je tu seznam prostornin med 107 m³ in 108 m³.
- manjše prostornine
- 10.000.000 m³ (kubičnih metrov) je enako ...
  - 1 × 107 m³
  - 0,01 km³ (kubičnih kilometrov)
  - kocki s stranico dobrih 215 m
  - krogli s polmerom skoraj 134 m
- 10 milijonov m³ -- prostornina Čaganskega jezera, namenoma nastalega po jedrski eksploziji
- 28 milijonov m³ -- prostornina betona v Jezu treh sotesk, največji betonski strukturi na svetu
- 43 milijonov m³ -- prostornina Asuanskega jezu
- večje prostornine